# Hong Kong (album)
Pour les articles homonymes, voir Hong Kong (homonymie).
Albums de Jean-Michel Jarre
Chronologie
(1993) Jarremix
(1995)
Hong Kong est un album live de Jean-Michel Jarre, sorti en 1994.

## Historique
L'album suit le concert inaugural du Hong-Kong Stadium à Hong Kong le 11 mars 1994. L'album contient également des versions enregistrées durant la tournée Europe en Concert en 1993.

## Liste des titres
La première édition de 1994 contient deux CD. En 1997, la version remastérisée ne contient qu'un seul disque (une partie de Jonques de pêcheurs au crépuscule ayant notamment été supprimée).

## Accueil
L'album se classe n°21 des ventes en France en 1994. Il est par ailleurs nommé aux Victoires de la musique 1995 dans la catégorie du meilleur album de variété instrumentale.

### Première édition (1994)
Disque 1
1. Countdown – 1:37
2. Chronologie 2 – 6:37
3. Chronologie 3 – 5:46
4. How Old Are You? – 1:17
5. Équinoxe 4 – 4:46
6. Souvenir de Chine – 4:43
7. Qu'est-ce-que l'amour? – 0:52
8. Chronologie 6 – 5:10
9. Chronologie 8 – 4:49
10. Where Are You Going? – 0:52
11. Oxygène 4 – 4:32

Disque 2
1. Hong Kong Hostess – 0:35
2. Jonques de pêcheurs au crépuscule Part 1 – 6:09
3. Jonques de pêcheurs au crépuscule Part 2 – 5:31
4. Sale of the Century – 1:18
5. Digi Sequencer – 6:07
6. Les Chants magnétiques 2 – 6:31
7. L’orchestre sous la pluie (version unplugged) – 2:26
8. Rendez-Vous 4 – 6:23
9. Chronologie 4 – 6:35

### Seconde édition, version remastérisée (1997)
1. Countdown – 1:37
2. Chronologie 2 – 6:37
3. Chronologie 3 – 5:46
4. How Old Are You? – 1:17
5. Équinoxe 4 – 4:46
6. Souvenir de Chine – 4:43
7. Qu'est-ce-que l'amour ? – 0:52
8. Chronologie 6 – 5:10
9. Chronologie 8 – 4:49
10. Where Are You Going? – 0:52
11. Oxygene 4 – 4:32
12. Jonques de pêcheurs au crépuscule Part 2 – 5:31
13. Sale of the Century – 1:18
14. Digi Sequencer – 6:07
15. Les Chants magnétiques 2 – 6:31
16. L’orchestre sous la pluie (version unplugged) – 2:26
17. Rendez-Vous 4 – 6:23
18. Chronologie 4 – 6:35

## Musiciens
- Jean-Michel Jarre : claviers
- Francis Rimbert : claviers
- Dominique Perrier  : claviers
- Sylvain Durand : claviers
- Laurent Faucheux : batterie
- Dominique Mahut : percussions
- Michel Valy : basse
- Guy Delacroix : basse sur les concerts de la tournée en Europe
- Patrick Rondat : guitare
- Chuen Ying Arts Centre of Hong Kong dirigé par Cheng Chai-Man : orchestre chinois
- Hong Kong Opera Society : chœurs
- Julie Lecrenais : enfant soprano
- Miranda : voix du temps